# Cavaquinho
Pour les articles homonymes, voir Braguinha.

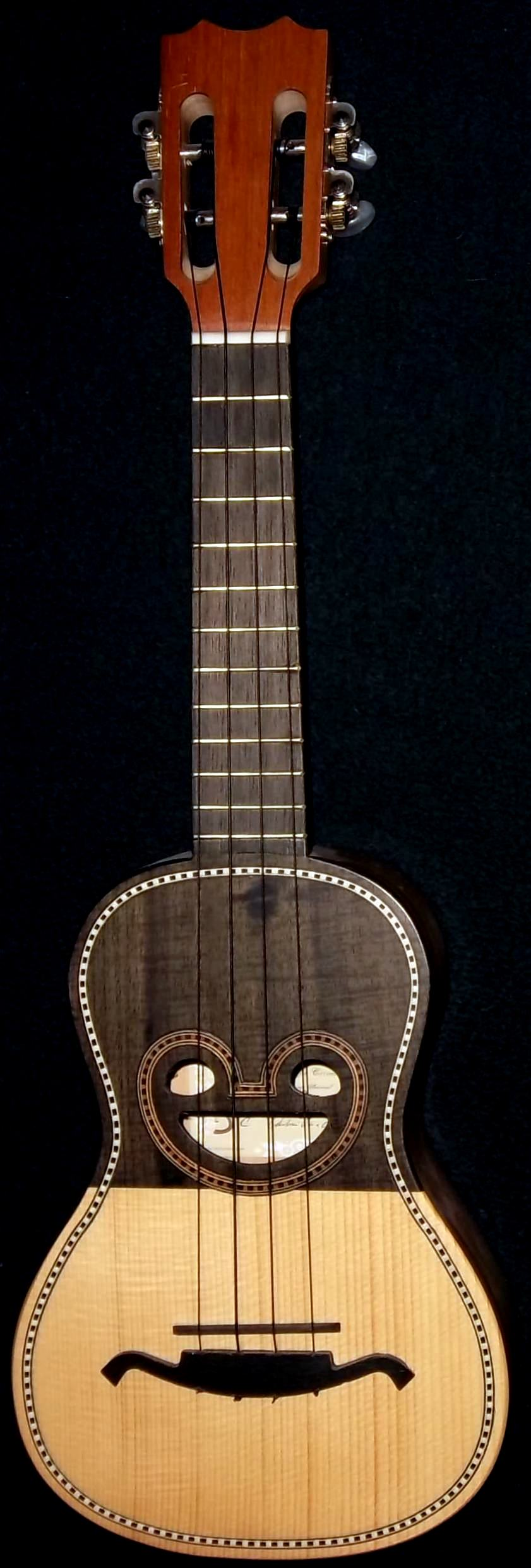
Cavaquinho traditionnel.

Le cavaquinho est un instrument de musique d'origine portugaise à quatre cordes pincées ressemblant à une guitare. Il peut aussi être désigné sous le nom de machimbo, machim, machete ou braguinha (du nom de la ville de Braga). La forme du cavaquinho de Madère, appelé machete, est – avec le rajão – l'instrument qui est à l'origine de la création de l'ukulélé hawaiien (classé par certains auteurs comme une forme du cavaquinho).
Cet instrument s'est répandu au Brésil où il reçoit parfois le nom de cavaco (dont cavaquinho est le diminutif). On le trouve aussi au Cap-Vert. On le retrouve aussi dans d'autres musiques, par exemple il en existe un dérivé dans le Kroncong de la Musique indonésienne, parfois avec seulement trois cordes. Il est aussi l'ancêtre du ukulélé des îles du Pacifique.
Son origine remonte à la guitare baroque espagnole, et plus particulièrement dans sa version à quatre cordes de la Renaissance, appelée guiterne, qui engendra, côté espagnol, le cuatro vénézuélien.

## Histoire

### Portugal
Originaire de la province du Minho, au nord du Portugal — ce qui donne le nom encore donné aujourd'hui à l'instrument « Minhoto » —, le cavaquinho a ensuite été largement introduit dans la culture populaire de Braga par les nobles Biscainhos (pt), d'où il s'est ensuite répandu dans d'autres régions telles que le Brésil, le Cap-Vert, le Mozambique, Hawaï et Madère.
Júlio Pereira (pt), l'un des musiciens portugais les plus renommés, a contribué à faire connaître le cavaquinho comme un instrument polyvalent qui a porté ses fruits.

### Brésil
Au Brésil, cet instrument est utilisé dans les congadas et forme, avec la mandoline, la flûte, la guitare à sept cordes, la guitare à 6 cordes et le pandeiro, des ensembles régionaux pour jouer des choros.
Waldir Azevedo est probablement le musicien le plus connu sur cet instrument au Brésil dans les années 1960 à 1980, dans le domaine de la musique instrumentale, le choro. Au cours des décennies précédentes, un interprète influent du cavaquinho était Augusto Sardinha, populairement connu sous le nom de Garoto (pt). Toujours considéré comme son successeur, le musicien de São Paulo Roberto Barbosa, plus connu sous le nom de Canhotinho (pt), est aujourd'hui considéré comme l'une des principales références de l'instrument, ayant perfectionné la technique laissée par Waldir Azevedo. Canhotinho est l'arrangeur du célèbre groupe de samba Demônios da Garoa pendant plus de 40 ans. Parmi les autres joueurs de cet instrument, citons Dudu Nobre (pt), Salgadinho (pt), Mauro Diniz (pt) et Arlindo Cruz, qui sont bien connus sur la scène brésilienne de la samba et du pagode.

### Hawaï
Les îles hawaïennes possèdent un instrument basé sur le cavaquinho appelé ukulélé, également à quatre cordes et de forme similaire et qui serait une modification du cavaquinho, apporté par les migrants portugais en 1879.

### Indonésie
Les navires portugais ont également transporté le cavaquinho en Indonésie. Son adaptation locale a été appelée kroncong, nom également donné à un style musical influencé par le fado et créé au XVIe siècle par des esclaves affranchis.

### Postérité
Le 20 octobre 2022, la Direction générale du patrimoine culturel (pt) du Portugal annonce que les pratiques de construction traditionnelles du cavaquinho seront incluses dans l'inventaire national du patrimoine culturel immatériel,.

## Lutherie
Bien que de longueur modeste, il a une caisse de résonance assez large, semblable à celle de la guitare pour les cavaquinhos de Lisbonne, du Cap-Vert et du Brésil, et ressemblant à celle de la viola braguesa pour les cavaquinhos du Nord du Portugal. Il est monté de quatre cordes métalliques.
Son accordage peut varier énormément suivant les régions et les traditions, par exemple en accord majeur de sol : sol - si - ré - sol, ou encore suivant les accords des quatre cordes aiguës de la guitare à une tonalité plus haute, par exemple sol - do - mi - la (comme le ukulélé), mais d'autres combinaisons existent traditionnellement. L'une des plus répandues est — du grave à l'aigu : ré - sol - si - ré, accord de sol majeur.

## Jeu
Il est un instrument de la musique traditionnelle portugaise. Au Brésil, il intègre la musique brésilienne, et notamment la samba carioca, le chorinho ou la samba-enredo, et au Cap-Vert la morna.

## Joueurs de cavaquinho notables

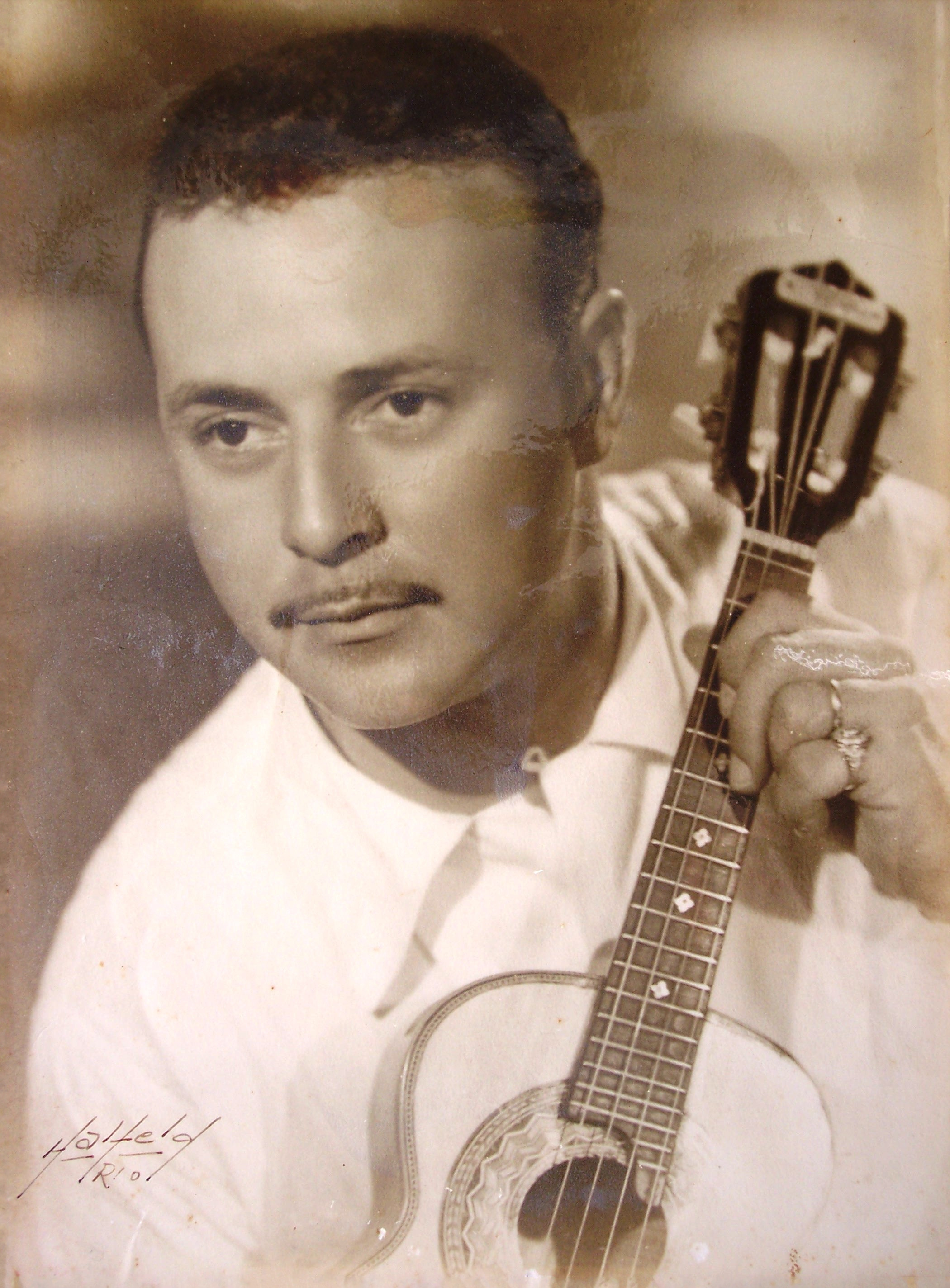
Waldir Azevedo est probablement le joueur de cavaquinho le plus connu au Brésil, dans les années 1960 et 1980.

- Waldir Azevedo
- Garoto (pt)
- Canhotinho (pt)
- Dudu Nobre (pt)
- Salgadinho (pt)
- Mauro Diniz (pt)
- Arlindo Cruz
- Mário Cavaquinho
- Donga
- Nelson Cavaquinho
- Júlio Pereira (pt)